# 棘刺長鰭蝠魚
棘刺長鰭蝠魚，為輻鰭魚綱鮟鱇目棘茄魚亞目棘茄魚科的其中一種，分布於東太平洋海域，屬深海底棲性魚類，棲息深度366-2324公尺，體長可達14.9公分，棲息在底層水域，生活習性不明。

## 扩展阅读
維基物種上的相關：棘刺長鰭蝠魚